# Colbordolo

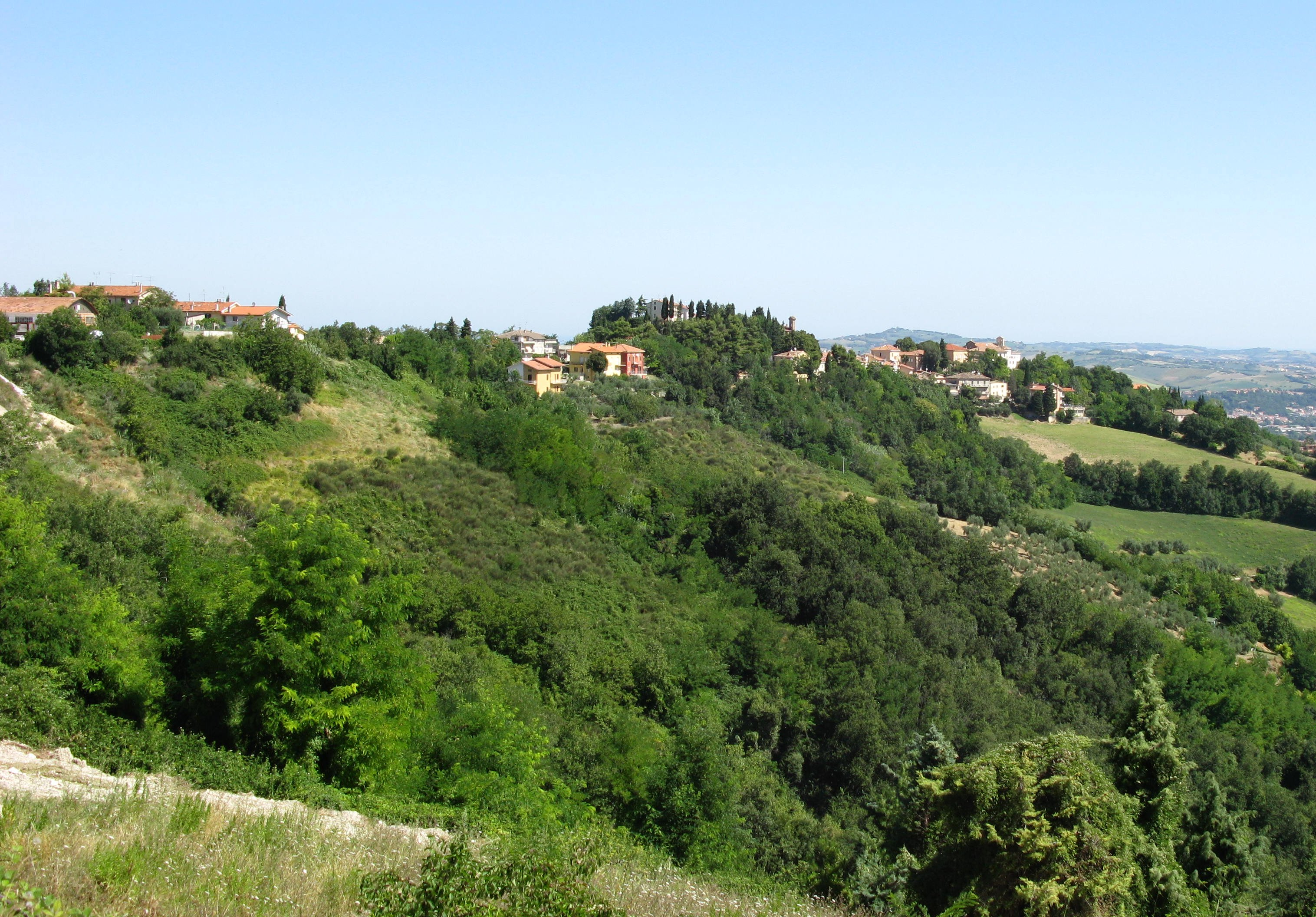
Colbordolo

Colbordolo (im lokalen Dialekt Colbórdolo oder Colbórdlë) ist ein Ort in der Gemeinde Vallefoglia und war bis 2014 eine selbständige Gemeinde (comune) in der italienischen Provinz Pesaro und Urbino in den Marken. Colbordolo liegt etwa 17,5 Kilometer südwestlich von Pesaro und etwa 13 Kilometer nordöstlich von Urbino auf einer Höhe von 293 m. s. l. m.  Ortsheiliger ist Johannes der Täufer. Die Gemeinde wurde nördlich durch den Foglia begrenzt.
Die Gemeinde Colbordolo schloss sich am 1. Januar 2014  mit Sant’Angelo in Lizzola zur neuen Gemeinde Vallefoglia zusammen. Sie hatte am 31. Dezember 2013 6211 Einwohner auf einer Fläche von 27,43 km². Zur Gemeinde gehörten die Fraktionen Bottega, Cappone, Montefabbri, Pontevecchio, Talacchio und Morciola. Nachbargemeinden waren Montecalvo in Foglia, Montelabbate, Petriano, Sant’Angelo in Lizzola, Tavullia und Urbino.

## Verkehr
Die frühere Strada Statale 423 Urbinate führt von Pesaro aus kommend durch das Gemeindegebiet nach Urbino.